# مارتین کارل
مارتین کارل (آلمانی: Martin Karl؛ ۳ ژوئن ۱۹۱۱ – ۱ مارس ۱۹۴۲) قایقران روئینگ اهل آلمان بود.
وی در مسابقات کشوری و بین‌المللی در مجموع برندهٔ ۲ مدال طلا شده‌است.